# 가입자 위치 기능
가입자 위치 기능(Subscriber Location Function, SLF)는 특정 사용자 프로파일과 연동하는 홈 가입자 서버 (Home Subscriber Server, HSS)에 관련된 정보를 제공하는 IP 멀티미디어 서브시스템 내의 엔티티로 주로 데이터베이스를 사용하여 구현된다. 만약 홈 도메인에 하나 이상의 HSS가 있을 경우, I-CSCF 및 S-CSCF는 SLF와 통신하게 되고 사용자 프로파일을 기반으로 적합한 HSS를 선택한다. CSCF는 다이어미터의 Dx 인터페이스를 이용하여 SLF와 통신하고 애플리케이션 서버는 Dh 인터페이스를 통해 SLF와 통신한다.

## 규격

### 3GPP 규격
관련 규격은 http://www.3gpp.org/specs/numbering.htm에서%5B깨진+링크(과거+내용+찾기)%5D 다운로드 받을 수 있다. 아래 목록은 그 일부이다.
- TS 23.228 IMS stage 2
- TS 24.228 Signalling flows for the IMS call control based on SIP and SDP; Stage 3
- TS 29.228 IMS Cx and Dx interfaces : signalling flows and message contents
- TS 29.229 IMS Cx and Dx interfaces based on the Diameter protocol; Protocol details